# ANSWER (infixのアルバム)
『ANSWER』（アンサー）は1997年5月24日、バンダイ・ミュージックエンタテインメントより発売されたinfixのアルバムである。

## 解説
先行シングル及びタイトル曲「answer」を含むオリジナル・アルバム。

## 収録曲
- 作詞・作曲：長友仍世（特記以外）／編曲：infix（特記以外）

1. DEVIL
作詞：長友仍世／作曲：佐藤晃
2. answer
作詞：真名杏樹・長友仍世／作曲：長友仍世／編曲：後藤次利・infix
  - TBS系「ブロードキャスター」エンディングテーマ
3. MAGIC LOVE
編曲：重実徹・infix
4. VIOLENT DISERE
作詞：長友仍世／作曲：佐藤晃／編曲：重実徹・infix
5. 涙・抱きしめて
作詞：工藤哲雄・長友仍世／作曲：長友仍世／編曲：土方隆行・infix
  - 日本テレビ系「奇跡のロマンス」挿入歌
6. 涙を味方にして
作詞：久和カノン・長友仍世／作曲：長友仍世・佐藤晃
  - テレビ東京系「P-Walker」エンディングテーマ
7. FUGITIVE
編曲：重実徹・infix
8. ラクに行こうぜ!
作詞：長友仍世／作曲：佐藤晃／編曲：重実徹・infix
9. パーラミター
編曲：重実徹・infix
10. Gambling Love
11. marionette
作詞・作曲：佐藤晃